# Simocyon
Il simocione (genere Simocyon Wagner, 1858) è un mammifero carnivoro della famiglia Ailuridae estinto imparentato con il panda minore (Ailurus fulgens). Visse tra il Miocene superiore e il Pliocene inferiore (14 – 5 milioni di anni fa). I suoi resti sono stati ritrovati in Europa, Asia e, in misura minore, Nordamerica.

## Descrizione
Di taglia simile a quella di un puma, questo animale aveva un corpo agile e forte, lunghe zampe e un muso relativamente corto e dotato di denti affilati, che lasciano supporre una dieta carnivora. La particolarità più rilevante del simocione riguarda la presenza, negli arti anteriori, di un “falso pollice”, simile a quello presente nel panda minore e nel panda gigante. Questa struttura era prodotta da un allargamento radiale dell'osso sesamoide, e costituiva una superficie quasi immobile contro la quale si opponevano le altre dita, permettendo così all'animale di afferrare o artigliare prede. Altre caratteristiche insolite di questo animale includono ossa del polso insolitamente mobili e una scapola notevolmente sviluppata, che con ogni probabilità forniva un punto di ancoraggio per grandi muscoli delle spalle. La spina lombare, inoltre, assomiglia molto a quella dei mustelidi attuali.

## Classificazione

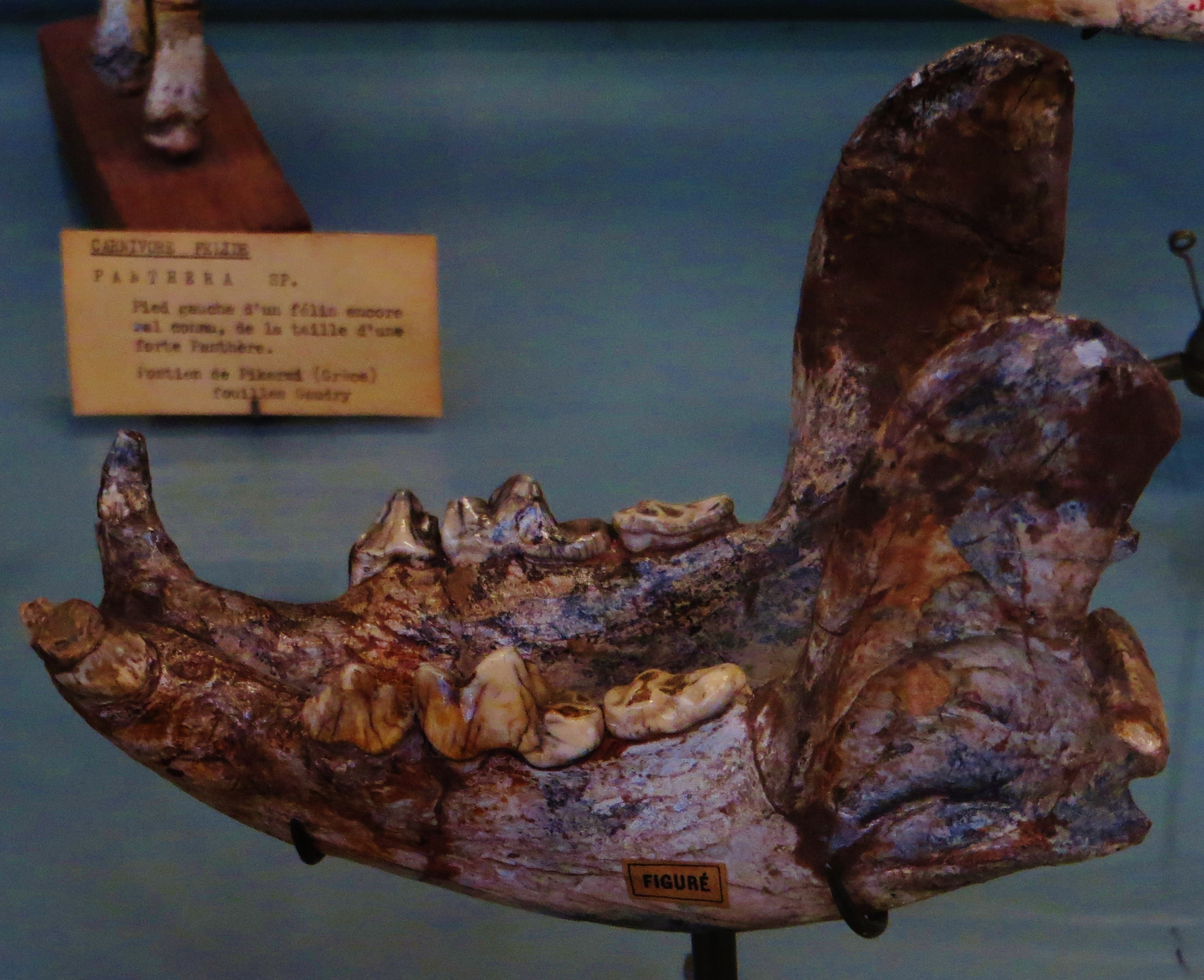
Mandibola di Simocyon primigenius

Le parentele del simocione con gli altri carnivori sono materia di dibattito tra gli studiosi. Tuttavia, la scoperta di nuovo materiale cranico proveniente dalla Cina ha permesso di stabilire che questo animale era imparentato con l'attuale panda minore (Wang, 1997; Peigné et al., 2005). Questi studi, che si basano principalmente su analogie dei denti, delle ossa dell'orecchio e delle articolazioni, hanno portato alla conclusione che il simocione appartenesse a una sottofamiglia distinta (Simocyoninae) nell'ambito della famiglia degli ailuridi (Ailuridae). Possibili parenti stretti di Simocyon erano Alopecocyon e Actiocyon.

## Stile di vita
Le notevoli specializzazioni dello scheletro di Simocyon, in particolare degli arti anteriori, hanno portato gli studiosi a interrogarsi sullo stile di vita di questo animale. Il “falso pollice”, ad esempio, è presente anche nel panda minore e nel panda gigante: in queste due forme si è sviluppato per convergenza adattativa e viene usato per afferrare le fronde di bambù e portarle alla bocca. La dentatura del simocione, però, era quella tipica di un animale carnivoro. Sembra che il falso pollice si sia evoluto nel simocione e nel panda minore per arrampicarsi sugli alberi: in effetti, il panda è principalmente arboricolo, e la forma fossile possiede notevoli adattamenti scheletrici per l'arrampicata. Probabilmente l'antenato comune delle due forme era un carnivoro arboricolo che sviluppò il falso pollice per aiutarsi ad afferrare i rami.

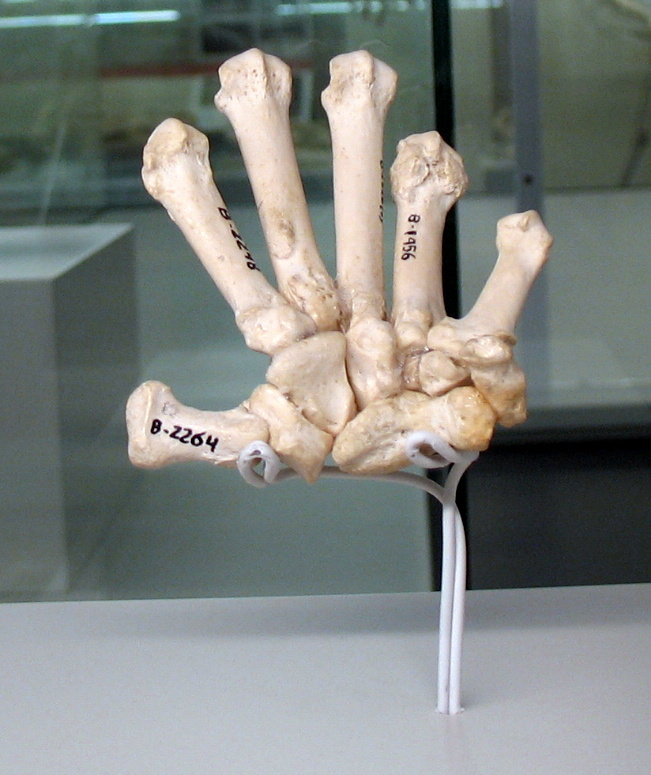
Fossile della zampa anteriore di Simocyon batalleri; in evidenza il "falso pollice"

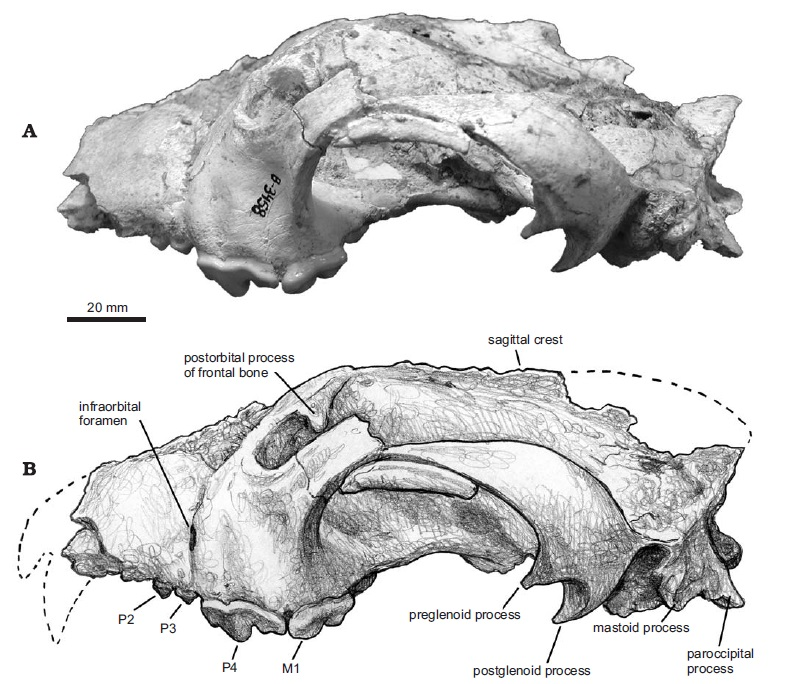
Cranio di Simocyon batalleri

Il simocione, però, era decisamente più grande di qualunque carnivoro arboricolo noto. In ogni caso, altri aspetti della sua anatomia richiamano più un cacciatore adatto alla corsa sul terreno; uno studio recente (Salesa et al, 2006) ipotizza che il simocione fosse un tipico carnivoro terrestre che conservò la capacità di arrampicarsi sugli alberi per sfuggire a predatori più grandi di lui. Nello stesso periodo e nello stesso habitat del simocione, infatti, vivevano i cosiddetti “cani – orso” (Amphicyonidae) e le ben note tigri dai denti a sciabola. In questo senso, le caratteristiche peculiari dello scheletro potrebbero aver garantito al simocione una capacità notevole di arrampicarsi sugli alberi velocemente durante la fuga.